# Elio Micheli
Elio Micheli (...) è un costumista e scenografo italiano.

## Biografia
Durante 30 anni di attività cinematografica ha partecipato a circa 58 film principalmente come costumista e anche come scenografo. Dagli inizi degli anni '70 Micheli si dedicò soprattutto a storie di liceali, insegnanti e dottoresse: Guardami nuda (1972), L'insegnante (1975), La liceale (1975), I prosseneti (1976), La dottoressa del distretto militare (1976), Classe mista (1976), La segretaria privata di mio padre (1976), Taxi Girl (1977), Per amore di Poppea (1977), La compagna di banco (1977), L'insegnante va in collegio (1978), L'insegnante viene a casa (1978), L'infermiera nella corsia dei militari (1979), La soldatessa alle grandi manovre (1978), La liceale seduce i professori (1979), La moglie in bianco... l'amante al pepe (1981), Una donna allo specchio (1985) e Senza scrupoli (1986).
Prima di dedicarsi al cinema erotico aveva collaborato con i registi Luigi Capuano e Giorgio Ferroni in film di genere western: Buffalo Bill - L'eroe del Far West (1965), Adiós gringo (1965) e Un dollaro bucato (1966). Micheli ha inoltre lavorato in film gialli  come Morte sospetta di una minorenne (1975).

## Filmografia

### Scenografo
- Agente S03 operazione Atlantide, regia di Domenico Paolella (1965)
- 5 per l'inferno, regia di Gianfranco Parolini (1969)
- Guardami nuda, regia di Italo Alfaro (1972)
- Sentivano... uno strano, eccitante, pericoloso puzzo di dollari, regia di Italo Alfaro (1973)
- Morte sospetta di una minorenne, regia di Sergio Martino (1975)
- I prosseneti, regia di Brunello Rondi (1976)
- La dottoressa del distretto militare, regia di Nando Cicero (1976)
- La casa, regia di Angelino Fons (1976)
- Classe mista, regia di Mariano Laurenti (1976)
- La segretaria privata di mio padre, regia di Mariano Laurenti (1976)
- Per amore di Poppea, regia di Mariano Laurenti (1977)
- La compagna di banco, regia di Mariano Laurenti (1977)
- L'insegnante va in collegio, regia di Mariano Laurenti (1978)
- Enfantasme, regia di Sergio Gobbi (1978)
- L'insegnante viene a casa, regia di Michele Massimo Tarantini (1978)
- Zio Adolfo in arte Führer, regia di Castellano e Pipolo (1978)
- La soldatessa alle grandi manovre, regia di Nando Cicero (1978)
- L'infermiera nella corsia dei militari, regia di Mariano Laurenti (1979)
- La liceale seduce i professori, regia di Mariano Laurenti (1979)
- Rag. Arturo De Fanti, bancario precario, regia di Luciano Salce (1980)
- Il medium, regia di Silvio Amadio (1980)
- La moglie in bianco... l'amante al pepe, regia di Michele Massimo Tarantini (1981)
- Morte in Vaticano, regia di Marcello Aliprandi (1982)
- Il sommergibile più pazzo del mondo, regia di Mariano Laurenti (1982)
- Vai avanti tu che mi vien da ridere, regia di Giorgio Capitani (1982)
- I cacciatori del cobra d'oro, regia di Antonio Margheriti (1982)
- Una donna allo specchio, regia di Paolo Quaregna (1985)
- Senza scrupoli, regia di Tonino Valerii (1986)
- Bellifreschi, regia di Enrico Oldoini (1987)
- La casa nel tempo, regia di Lucio Fulci (1989)
- Sinbad of the Seven Seas, regia di Enzo G. Castellari (1989)
- La battaglia dei tre tamburi di fuoco, regia di Souheil Ben-Barka e Uchkun Nazarov (1990)
- Fuga da Kayenta, regia di Fabrizio De Angelis (1991)
- Beyond Justice, regia di Duccio Tessari (1992)

### Costumista
- Zorro e i tre moschettieri, regia di Luigi Capuano (1963)
- Ercole contro Moloch, regia di Giorgio Ferroni (1963)
- Il leone di Tebe, regia di Giorgio Ferroni (1964)
- La vendetta dei gladiatori, regia di Luigi Capuano (1964)
- Agente S03 operazione Atlantide, regia di Domenico Paolella (1965)
- Buffalo Bill - L'eroe del Far West, regia di Mario Costa (1965)
- Adiós gringo, regia di Giorgio Stegani (1965)
- Un dollaro bucato, regia di Giorgio Ferroni (1966)
- Tre notti violente, regia di Nick Nostro (1966)
- Agente Logan - Missione Ypotron, regia di Giorgio Stegani (1966)
- Wanted, regia di Giorgio Ferroni (1967)
- Killer calibro 32, regia di Alfonso Brescia (1967)
- Un fiume di dollari, regia di Carlo Lizzani (1967)
- Se vuoi vivere... spara!, regia di Sergio Garrone (1968)
- Il pistolero segnato da Dio, regia di Giorgio Ferroni (1968)
- Caccia ai violenti, regia di Nino Scolaro (1968)
- 3 Supermen a Tokio, regia di Bitto Albertini (1968)
- 5 per l'inferno, regia di Gianfranco Parolini (1969)
- La battaglia di El Alamein, regia di Giorgio Ferroni (1969)
- Fermate il mondo... voglio scendere!, regia di Giancarlo Cobelli (1970)
- Sledge, regia di Vic Morrow (1970)
- La spina dorsale del diavolo, regia di Niksa Fulgosi (1971)
- Amico, stammi lontano almeno un palmo, regia di Michele Lupo (1972)
- La notte dei diavoli, regia di Giorgio Ferroni (1972)
- Sentivano... uno strano, eccitante, pericoloso puzzo di dollari, regia di Italo Alfaro (1973)
- Morte sospetta di una minorenne, regia di Sergio Martino (1975)
- La liceale, regia di Michele Massimo Tarantini (1975)
- Classe mista, regia di Mariano Laurenti (1976)
- Taxi Girl, regia di Michele Massimo Tarantini (1977)
- Per amore di Poppea, regia di Mariano Laurenti (1977)
- La compagna di banco, regia di Mariano Laurenti (1977)
- Il medium, regia di Silvio Amadio (1980)
- La moglie in bianco... l'amante al pepe, regia di Michele Massimo Tarantini (1981)
- I cacciatori del cobra d'oro, regia di Antonio Margheriti (1982)